# 東ここあ
東 ここあ（あずま ここあ、2004年8月30日 - ）は、富山県高岡市出身の女子野球選手（内野手）、コーチ。右投両打。読売ジャイアンツ女子チーム所属。

## 経歴
父や兄の影響で小学2年時に学童軟式の二塚ヤンキースで野球を始め、芳野中学校ではソフトボール部に入部し3年時には主将を務めた。県内に女子野球部のある高校が無かったため、福井県にある福井工業大学附属福井高等学校に進学し女子硬式野球部に入部。新3年時には主将を務め、第23回 春の選抜大会(2022年)ではトーナメントを全勝し、プロ野球巨人・阪神戦試合後に初めて東京ドームで開催された決勝戦で強豪・神戸弘陵を破りチームを選抜初優勝に導いた。
2022年に創設し翌2023年から本格始動した読売ジャイアンツ女子チームのセレクションでは100名以上の選手が受験する中で、2期生16名の一員として入団が内定した。また、11月に開催された高校野球女子選抜強化プログラム2022「高校野球女子選抜 vs イチロー選抜 KOBE CHIBEN」に選出され、後に同期入団となる日髙結衣(神戸弘陵)・澤田百華(作新学院)・真砂寧々(履正社)・野呂萌々子(駒大苫小牧)・原田由真(開志学園)らと出場した。

### 巨人女子時代
2022年11月25日に入団会見を行い2023年に入団、背番号は2となる。この背番号は球団側からの提示で「吉川尚輝 内野手のように走攻守揃った選手を目指してほしい」との想いが込められたものだという。平日には練習のほか二軍戦のボール/バットガールや球団が運営するアカデミーのコーチとして野球指導を行っている。
2024年には春季練習期間を利用して、出身地で野球教室や選手交流などを行う「ふるさとベースボールキャラバン」や、出身小学校での出前授業・野球体験会を行った。

## 選手・人物
2024年12月時点までの選手・人物について記述する。
選手として
元々好きなプロ球団や選手はおらず試合観戦などもしていないが、動画などをみることはあったという。また入団後には巨人戦など生の試合観戦や映像でみることが増えてすごく勉強になっていると答えている。
座右の銘は「妥協しない」、アピールポイントは守備。
人物
趣味はドラマ・映画鑑賞。好きなことはサウナに入ること。
応援グッズとしてピンクのネームタオルが発売された後にファンが掲げているのをあらためて見ていたら、名前がかわいいと感じたという。

## 詳細情報

### 背番号
- 2（2023年 - ）